# Triplex (mode punk)
Pour les articles homonymes, voir triplex.

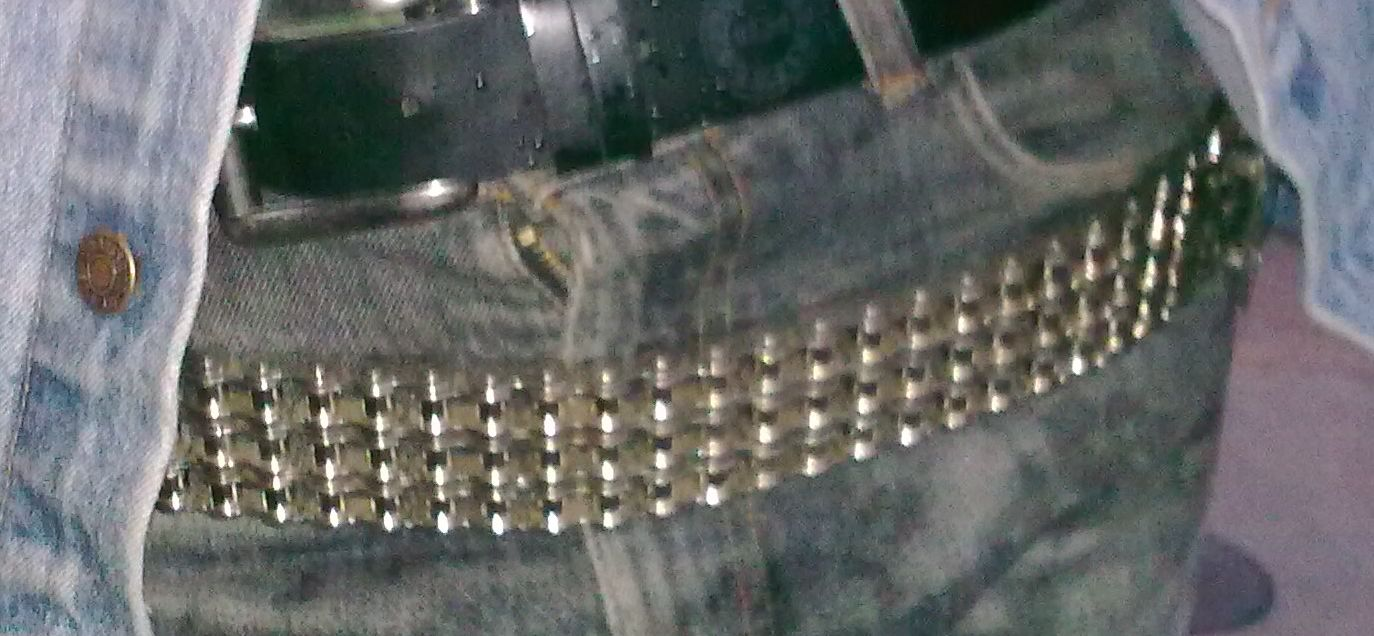
Triplex

Une triplex est un mot d'argot désignant une ceinture composée d'une chaîne triple de transmission. L'outil peut éventuellement servir à frapper un adversaire, comme une chaîne. Cet objet, aujourd'hui un peu passé de mode, était très prisé des skinheads et des punks, dans les années 1980.